# Occupational Safety and Health Act

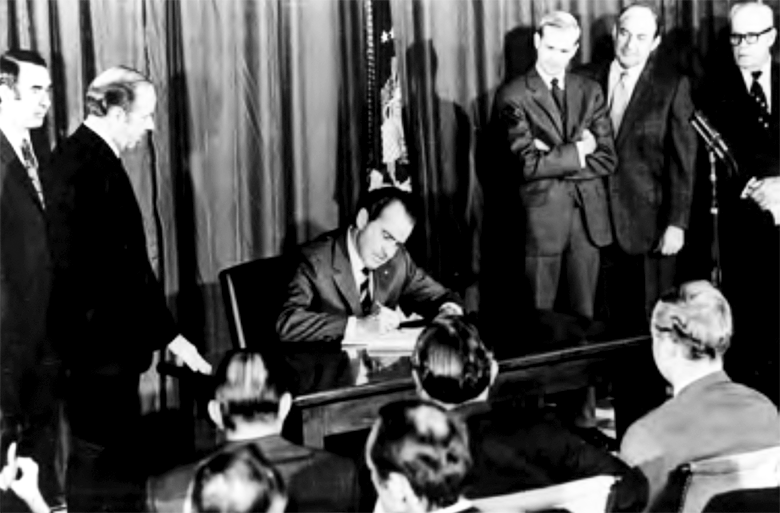
Richard Nixon firma l'Occupational Safety and Health Act il 29 dicembre 1970

L'Occupational Safety and Health Act del 1970 è una legge statunitense che disciplina la legge federale sulla salute e sicurezza sul lavoro nel settore privato e nel governo federale degli Stati Uniti d'America.
Fu emanato dal Congresso degli Stati Uniti nel 1970 e firmato dal presidente Richard Nixon il 29 dicembre 1970. Il suo obiettivo principale è garantire che i datori di lavoro forniscano ai lavoratori un ambiente di lavoro privo di rischi, come l'esposizione a sostanze tossiche, livelli di rumore eccessivi, pericoli di natura meccanica, stress da caldo o freddo o condizioni di scarsa igiene.
Attraverso tale legge sono stati fondati l'OSHA (Occupational Safety and Health Administration, traducibile in italiano come "Amministrazione per la sicurezza e la salute sul lavoro") e il NIOSH (National Institute for Occupational Safety and Health, traducibile in italiano come "Istituto nazionale per la sicurezza e la salute sul lavoro").
L'Occupational Safety and Health Act è contenuto nello United States Code al titolo 29, capitolo 15.

## Storia
Il 23 gennaio 1968 il presidente Lyndon B. Johnson presentò al Congresso un disegno di legge completo sulla salute e la sicurezza sul lavoro. Guidata dalla Camera di commercio degli Stati Uniti e dalla National Association of Manufacturers, la legislazione è stata ampiamente osteggiata dalle imprese. Molti leader sindacali, inclusa la leadership dell'AFL-CIO, hanno sostenuto la legislazione, anche testimoniando a sostegno delle udienze del Congresso. La legislazione è morta in commissione.
Il 14 aprile 1969 il presidente Richard Nixon presentò al Congresso due progetti di legge che avrebbero tutelato anche la salute e la sicurezza dei lavoratori. La legislazione Nixon era molto meno prescrittiva di quella Johnson, e la regolamentazione in materia di salute e sicurezza sul lavoro sarebbe stata consultiva piuttosto che obbligatoria. Tuttavia il rappresentante James G. O'Hara e il senatore Harrison A. Williams hanno introdotto un disegno di legge molto più severo simile alla legislazione Johnson dell'anno precedente.
La legislazione di accompagnamento introdotta alla Camera imponeva anche una clausola di "obbligo generale" per tutti gli usi anche all'agenzia esecutiva. Con l'approccio più rigido del disegno di legge democratico apparentemente favorito dalla maggioranza di entrambe le camere, e con i sindacati che ora sostengono fortemente un disegno di legge, i repubblicani hanno introdotto un nuovo disegno di legge concorrente. Il disegno di legge di compromesso istituiva il comitato indipendente di ricerca e definizione degli standard favorito da Nixon, creando al contempo una nuova agenzia di controllo. Il disegno di legge di compromesso conferiva inoltre al Dipartimento del Lavoro il potere di intentare causa per conto dell'agenzia di controllo (come nel disegno di legge democratico). Nel novembre 1970 entrambe le Camere deliberarono: la Camera approvò il disegno di legge di compromesso repubblicano, mentre il Senato approvò il disegno di legge democratico più severo (che ora includeva la clausola generale sui doveri).
Un comitato della conferenza esaminò il disegno di legge finale all'inizio di dicembre 1970. I leader sindacali fecero pressioni sui membri del comitato della conferenza affinché affidassero la funzione di definizione degli standard al Dipartimento del lavoro piuttosto che a un consiglio indipendente. In cambio, i sindacati hanno accettato di lasciare che una commissione di revisione indipendente avesse potere di veto sulle azioni di applicazione della legge. I sindacati hanno inoltre acconsentito all'eliminazione di una disposizione della legislazione che avrebbe consentito al Segretario del Lavoro di chiudere gli stabilimenti o di interrompere le procedure di produzione che mettevano i lavoratori in "pericolo imminente" di danni. In cambio di una proposta repubblicana per istituire un'agenzia di ricerca indipendente sulla salute e sicurezza sul lavoro, i democratici hanno ottenuto l'inclusione della clausola del "dovere generale" e il diritto per i rappresentanti sindacali di accompagnare un ispettore federale durante le ispezioni. Il disegno di legge del comitato della conferenza approvò entrambe le camere il 17 dicembre 1970 e il presidente Nixon firmò il disegno di legge il 29 dicembre 1970. Secondo il New York Times, l'attivista sindacale e ambientale Tony Mazzocchi è stato una "forza principale dietro la legislazione".
La legge entrò in vigore il 28 aprile 1971 (ora celebrato come Workers' Memorial Day dai sindacati americani).

## Contenuti
Nell'approvare la legge, il Congresso dichiarò la sua intenzione "di assicurare, per quanto possibile, a ogni uomo e donna che lavora nella Nazione condizioni di lavoro sicure e salutari e di preservare le nostre risorse umane".
La legge ha creato l'OSHA (Occupational Safety and Health Administration), un'agenzia del Dipartimento del lavoro. All'OSHA è stata data l'autorità di stabilire e far rispettare gli standard di salute e sicurezza nei luoghi di lavoro. La legge ha inoltre creato una commissione indipendente di revisione per la sicurezza e la salute sul lavoro (Occupational Safety and Health Review Commission  o OSHRC) con il compito di rivedere le priorità, le azioni e i casi di applicazione della legge.
La legge istituì inoltre il National Institute for Occupational Safety and Health (NIOSH), un istituto di ricerca indipendente nell'allora Dipartimento di sanità, istruzione e welfare, successivamente dipendente dai Centers for Disease Control and Prevention (Centri per il controllo e la prevenzione delle malattie).
La legge definisce il datore di lavoro come qualsiasi "persona impegnata in un'attività che incide sul commercio che ha dipendenti, ma non include gli Stati Uniti o qualsiasi stato o suddivisione politica di uno Stato". La legge si applica a datori di lavoro diversi come produttori, imprese di costruzione, studi legali, ospedali, enti di beneficenza, sindacati e scuole private.
Le chiese e altre organizzazioni religiose sono coperte se impiegano lavoratori per scopi secolari. La legge esclude i lavoratori autonomi, le aziende agricole a conduzione familiare, i luoghi di lavoro coperti da altre leggi federali (come l’estrazione mineraria, la produzione di armi nucleari, le ferrovie e le compagnie aeree) e i governi statali e locali (a meno che la legge statale non consenta diversamente). La legge copre le agenzie federali e il servizio postale degli Stati Uniti.
La sezione 5 della legge contiene la "clausola generale sui doveri" (General Duty Clause), che impone ai datori di lavoro di:
1. Mantenere le condizioni o adottare pratiche ragionevolmente necessarie e appropriate per proteggere i lavoratori sul posto di lavoro;
2. Conoscere e rispettare le norme applicabili ai propri stabilimenti; e
3. Garantire che i dipendenti dispongano e utilizzino dispositivi di protezione individuale (DPI) quando richiesto per la tutela della sicurezza e della salute.

La sezione 8 della legge riguarda gli obblighi di comunicazione di incidenti e rischi per la salute e la sicurezza. Tutti i datori di lavoro devono segnalare all'OSHA entro otto ore se un dipendente muore a causa di un incidente legato al lavoro o se tre o più dipendenti vengono ricoverati in ospedale a seguito di un incidente legato all'attività lavorativa. Devono inoltre essere segnalati anche tutti gli attacchi cardiaci mortali sul lavoro. La sezione 8 consente agli ispettori dell'OSHA di entrare, ispezionare e indagare, durante il normale orario di lavoro, in qualsiasi luogo di lavoro coperto dalla legge. I datori di lavoro devono inoltre comunicare ai dipendenti i rischi sul posto di lavoro. Per regolamento, l'OSHA richiede che i datori di lavoro tengano un registro di ogni prodotto chimico non di consumo utilizzato sul posto di lavoro. Le schede di sicurezza (Material Safety Data Sheet o MSDS) devono essere pubblicate e rese disponibili affinché i dipendenti possano leggerle e utilizzarle per evitare rischi chimici. L'OSHA richiede inoltre ai datori di lavoro di segnalare ogni infortunio o malattia professionale che richieda cure mediche (diverse dal primo soccorso). È inoltre richiesto un riepilogo annuale, che deve essere pubblicato per tre mesi, e i registri devono essere conservati per almeno cinque anni.
La Sezione 11(c) della legge vieta a qualsiasi datore di lavoro di licenziare, compiere ritorsioni o discriminare qualsiasi dipendente perché il lavoratore ha esercitato i diritti previsti dalla legge. Questi diritti includono presentare reclamo all'OSHA e richiedere un'ispezione OSHA, partecipare a un'ispezione OSHA e partecipare o testimoniare in qualsiasi procedimento relativo a un'ispezione OSHA.
La sezione 18 della legge consente e incoraggia gli stati ad adottare i propri piani di sicurezza e salute sul lavoro, a condizione che gli standard statali e l'applicazione "siano o saranno almeno altrettanto efficaci nel fornire un lavoro sicuro e sano" quanto l'Occupational Safety and Health Act. Gli Stati che dispongono di tali piani sono noti come "Stati OSHA" (OSHA States). Nel 2007, 22 stati e territori avevano piani completi e altri quattro avevano piani che coprivano solo il settore pubblico.